# Carl Østerbye
Carl Johannes Østerbye (13. august 1901 i Aarhus – 18. oktober 1960 i Birkerød) var en dansk landskabsmaler. Sønnen Jesper Østerbye er også maler.

## Virke
Hans forældre var kasserer Ejnar Løve Østerbye og Agnes Raupach. Østerbye var autodidakt
Han debuterede 1928 på Kunstnernes Efterårsudstilling og udstillede fra 1941 med Kammeraterne. Fra 1934 var han repræsenteret på Charlottenborg Forårsudstilling. Østerbye fandt i begyndelsen sine motiver i Aarhus, men opsøgte efterhånden også motiver på Samsø, Bornholm, Helgenæs, Djursland og Jystrup Sø ved Ringsted. Han debuterede i slutningen af 1920'erne som deltager i kredsen af Frie jydske Malere og blev kendt som mørkemaler med jordfarver og en tung penselføring.
Senere lysnede han sin kolorit, og Østerbye blev særlig kendt for de senere landskabsbilleder fra Midt- og Nordsjælland, især fra egnen omkring Valsølille, der ofte viser en mark eller eng med et skovbryn bagved, bygget op af enkle farveflader og malet i et lyrisk, koloristisk betonet formsprog. Han arbejdede i serier, som ofte viser klitmotiver, enkelte norske bjergbilleder, figurbilleder og svenske kystmotiver. 
Han modtog 1956 Eckersberg Medaillen. I sit sidste leveår blev han medlem af Grønningen, men nåede ikke at udstille i foreningens regi, da han blev syg og døde.
Carl Østerbye besøgte Frankrig 1926 og Italien 1930, men disse ophold satte sig stort set ikke spor i hans stil.
Østerbye var censor for Kunstnernes Efterårsudstilling 1940-41 og for Kunstnernes Påskeudstilling 1950-52 samt medlem af komitéen for udstillingen Dansk Maleri og Skulptur i Dag 1941.
Han blev gift 2. maj 1934 i Aarhus med cand. pharm. Ingeborg Bendix Nielsen (2. december 1905 i København – 27. oktober 1977), datter af cand. pharm., senere apoteker, Anton Frederik Bendix Nielsen og Signe Lauritzen.

## Hæder
- Den Hielmstierne-Rosencroneske Stiftelse 1932 og 1936-37
- Glashandler Johan Franz Ronges Fond 1935, 1939
- Oscar Carlsons Præmie 1940 (for Landskab, Helgenæs)
- Christen Dalsgaards Legat 1941
- Benny Claudi-Pedersens Legat 1942 og 1947
- Kunstakademiets stipendium 1944 og 1953
- J.R. Lunds Legat 1947 og 1949
- Eckersberg Medaillen 1956
- van Gogh Udstillingens Legat 1958
- Zacharias Jacobsens Legat 1960

## Udstillinger
- Frie jyske Malere, Aarhus 1928-29
- Kunstnernes Efterårsudstilling 1928-36, 1938 og 1940
- Paaske-Malerne, Aarhus 1930-38
- Charlottenborg Forårsudstilling fra 1935-36 og 1938-41
- Dansk Kunst, Fyens Forum 1936 og 1940
- Linien 1937
- Polygonen 1938
- Nordisk Konst i Mässhallen, Göteborg 1939
- Charlottenborg Efterårsudstilling 1939
- Sommerudstillingen, Statens Museum for Kunst 1941
- Kammeraterne 1941-42, 1944-49, 1951-59 og 1961
- Nordisk Kunst, Aarhushallen 1941
- Biennale di Venezia, Venedig 1942
- Den danske Kunstudstilling i Oslo 1946
- Nordisk Kunststævne, Fredericia 1946
- Unionen 1947
- Salon de Mai, Paris 1952
- Ny Carlsbergfondets jubilæumsudstilling, Charlottenborg m.fl. 1952
- Århusudstillingen 1956
- Dansk Nutidskunst, Charlottenborg 1956
- Charlottenborgudstillingen gennem 100 år, Charlottenborg 1957
- Bornholms målare, Bergengrenska Gården, Simrishamn 1962
- Pinseudstilling, Engelsholm Slot 1964
- Den Frie Udstilling, Grønningen, Decembristerne, Corner, Sydslesvigs danske Kunstforening 1966

### Separatudstillinger
- Vagn Winkels Kunsthandel, København 1935
- Berlingske Tidende, København 1936
- Binger, København 1937
- Næstved Museum 1940
- Jugels udstillingssal, Aarhus 1947 (s.m. Ejnar Larsen)
- Retrospektiv udstilling i Kunstforeningen, København 1950
- Kunsthallen, København 1955
- Birkerød Kunstforening 1955 (s.m. bl.a. Henry Heerup, Christine Swane og Richard Mortensen)
- Mindeudstilling, 1960
- Den Frie Udstilling 1961 (mindeudstilling)

## Værker
- Aakirke (1927, Bornholms Kunstmuseum)
- Røgeri (1928, Bornholms Kunstmuseum)
- Aarhus Havn (1929)
- Allé med træer (1929, 78 x 63 cm, rammemål)[1]
- Park, Aarhus (1930)
- Sankt Hans aften, Tunø (1935, 61 x 89 cm. Solgt på Bruun Rasmussen Kunstauktioner 3. juli 2012 på auktion nr. 1227 som lot nr. 821.)[2]
- Engen, sommeraften (1937, Vejle Kunstmuseum)
- Portræt, kunstnerens kone (1937)
- Skoven og engen, sommer (1938, Göteborgs Konstmuseum)
- Skovbrynet (1938, Horsens Kunstmuseum)
- Sommerlandskab, Helgenæs (1939, Statens Museum for Kunst)
- En bjergkam (1939, 60 x 74 cm. Solgt på KunstAuktionOnline.dk 24. september 2010 som lot nr. 2730.)[3]
- Landskab, Helgenæs (Oscar Carlsons Præmie 1940)
- Landskab, Mogenstrup (1940, ARoS Aarhus Kunstmuseum)
- Udsigt med grå gavl (1940, Trapholt)
- Udsigten (1940, Fyns Kunstmuseum)
- Landskab (1941, Ystads Konstmuseum)
- Landskab ved Ypnasted (1942, Bornholms Kunstmuseum)
- Bakkedrag, Samsø (1945)
- Sommer (1945, Fyns Kunstmuseum)
- Mariager Fjord (1946, Sorø Kunstmuseum)
- Udsigt fra Knolden, Mols, oktobersol (1947, Fyns Kunstmuseum)
- Øen, Jystrup Sø, I (erhvervet 1948, Museum Sønderjylland, Ribe Kunstmuseum)
- Øen, Valsølille Sø (1949, Undervisningsministeriet)
- Valsølille (1949, 75 x 111 cm.)[4]
- Marker, forår (1953, Statens Museum for Kunst)
- Klitter, gråvejr (1954, Museum Sønderjylland, Kunstmuseet Brundlund Slot)
- Landskab, Valsølille (1954, Stenstrup Plejehjem)
- Landskab (1959, KUNSTEN Museum of Modern Art Aalborg)
- Landskab (77,5 x 64 cm, rammemål)[5]
- Grønt landskab (60 x 81 cm)[6]
- Landskabskomposition (61 x 81 cm)[7]
- Landskab (61 x 81 cm. Solgt på Bruun Rasmussen Kunstauktioner 7. februar 2011 som lot nr. 526.)[2]
- Bakkelandskab (60 x 80 cm. Solgt på Bruun Rasmussen Kunstauktioner 30. maj 2011 som lot nr. 769.)[2]
- Landskab (60 x 80 cm. Solgt på Bruun Rasmussen Kunstauktioner 4. juli 2011 som lot nr. 707.)[2]

Udsmykninger:
- Kantinen, Aarhus Havn (malet 1951-52)